# Prouzel
Prouzel település Franciaországban, Somme megyében. Lakosainak száma 571 fő (2022. január 1.). Prouzel Bacouel-sur-Selle, Fossemanant, Namps-Maisnil, Nampty, Plachy-Buyon és Ô-de-Selle községekkel határos.

## Népesség
A település népességének változása:
| Lakosok száma | 477  | 520  | 549  | 552  | 553  | 558  | 562  | 567  | 571  |
|               | 2013 | 2015 | 2016 | 2017 | 2018 | 2019 | 2020 | 2021 | 2022 |